# Cyprinus carpio koi
Se denomina comúnmente carpas koi, peces koi, nishikigoi o simplemente koi (Cyprinus carpio koi o Cyprinus carpio var. koi) al conjunto informal que componen todas las coloridas variedades domésticas de carpas comunes, que fueron desarrolladas en Asia por selección, existen especímenes que presentaban el fenotipo silvestre (de tonalidad pardo-olivácea). Son los peces ornamentales más difundidos en estanques de jardines privados y parques públicos de todo el mundo. Por su tamaño de adulto, no es apto para acuarios hogareños, salvo en sus etapas juveniles.

## Historia y relaciones filogenéticas

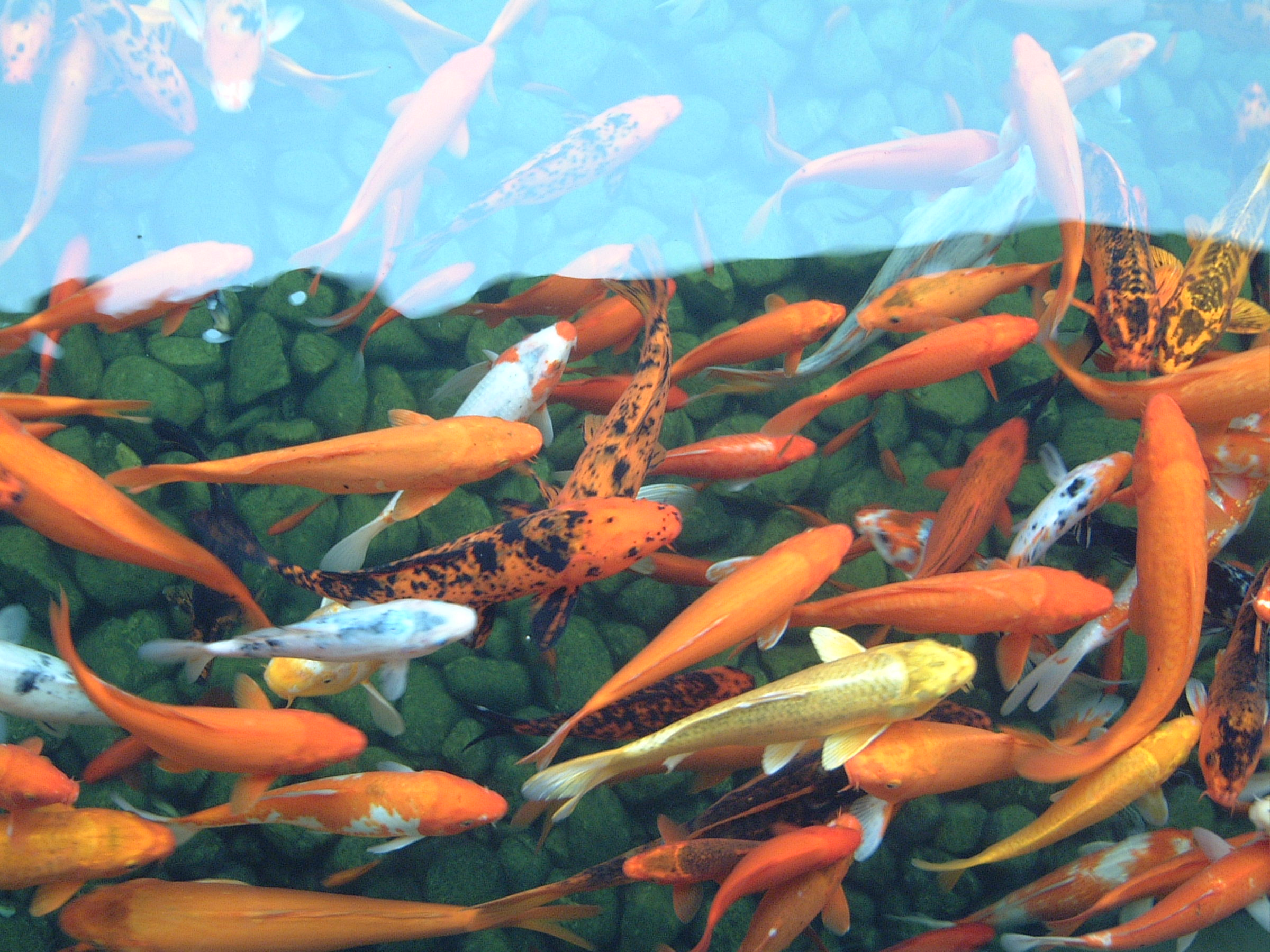
Distintas variedades de koi.

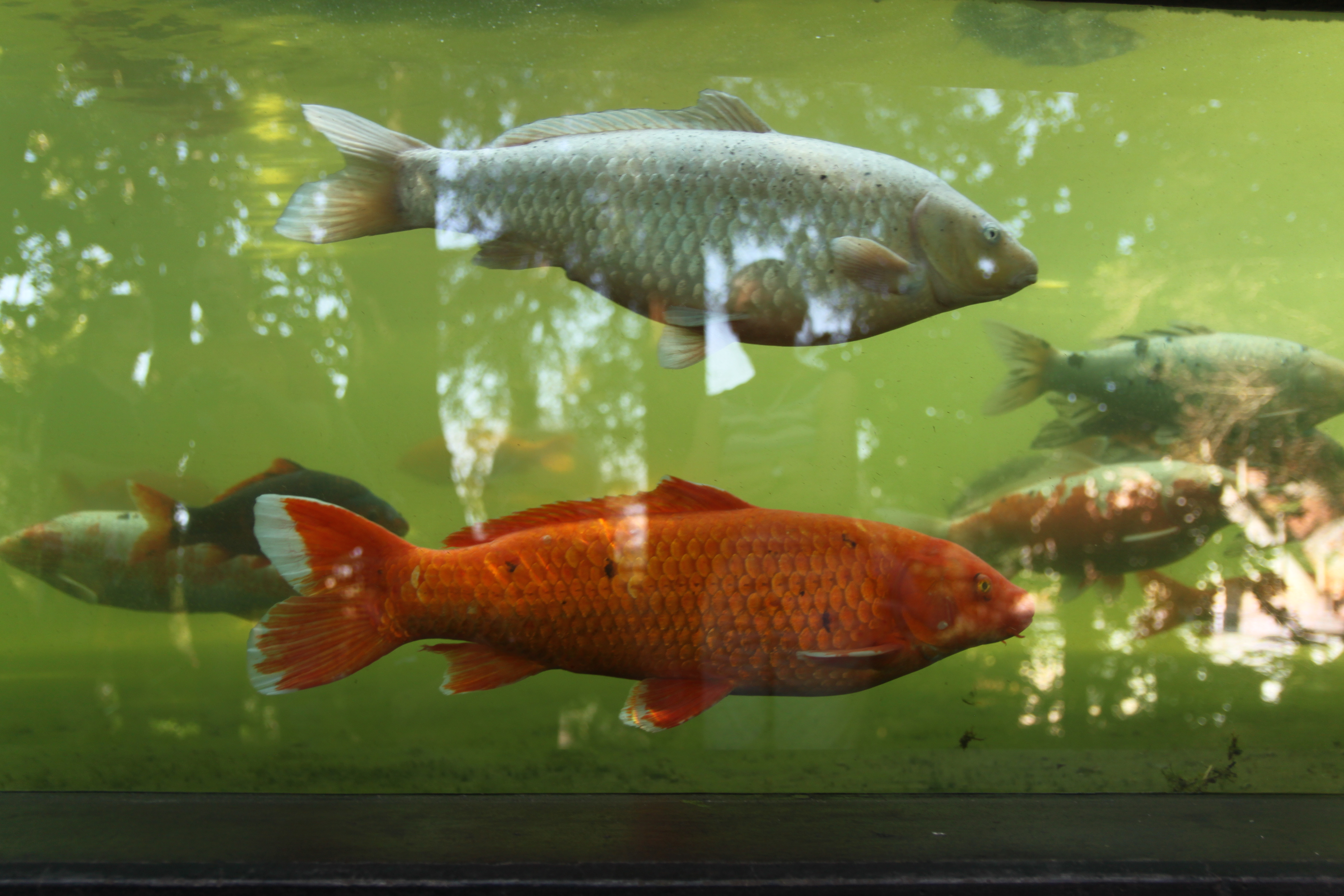
Vista lateral de dos ejemplares de variedades distintas de koi.

El nombre koi es una abreviatura de la palabra japonesa nishikigoi, la cual está integrada por nishiki, que significa ‘algo de hermosos colores’, y goi, que es el nombre que se le aplica en Japón a las carpas en general.
Tradicionalmente se señala que el desarrollo original de las carpas koi pudo haber ocurrido en China, partiendo de especímenes de carpas comunes con mutaciones genéticas espontáneas que aparecieron entre las que eran criadas para servir de alimento en los bancales inundados para el cultivo de arroz. Estos ejemplares particulares fueron cruzados entre sí y seleccionados para fijar líneas de colores bien definidas.
Otra hipótesis es que tuvieron un origen múltiple, con aportes también del linaje de carpas silvestres nativas del Japón.
Sí se sabe que el conjunto de variedades de kois actuales presentan en su acervo genético linaje de 3 o 4 subclados con origen continental, inclusive muchas variedades recibieron aportes de la carpa europea, al haber sido importada desde Alemania al Japón la carpa de espejos para introducir en los koi el patrón metálico, hecho ocurrido alrededor de 1904. Otra posibilidad es que el desarrollo completo de los koi haya ocurrido en Japón, pero partiendo de ejemplares continentales mutantes surgidos en el linaje de la carpa de Asia central.
Lo que nadie discute es que fue en Japón donde las carpas koi obtuvieron el grueso de su perfeccionamiento y diversificación, durante alrededor de dos siglos, lo que deriva en que casi todas las variedades sean conocidas mundialmente por su denominación en japonés. Para diferenciar macho de hembra el macho tiene un arco entre la cola y su vientre un arco parecido a un arcoíris y la hembra también lo tiene pero junto al vientre el arco se corta en forma diagonal.    
Se cree que los primeros koi fueron transportados al archipiélago japonés en el año 1820, siendo llevadas a la prefectura de Niigata, en las ciudades de Ojiya y Nagaoka.
En ese país alcanzarían gran popularidad luego de su exhibición en la exposición anual de Tokio de 1914, lo que repercutió en que el emperador Hirohito los introdujese en el estanque del Palacio Imperial. La producción intensiva y selección de nuevas variedades tomó fuerte impulso en la década de 1950 y, finalmente, desde Japón serían diseminadas por todo el mundo.
Se han vuelto comercialmente muy redituables, pagándose por ejemplares excepcionales cifras asombrosas para un pez.
La producción japonesa del koi aún se concentra en la prefectura de Niigata, particularmente en la ciudad de Yamakoshi del distrito Koshi.
Poseen participación destacada en la producción de koi también las pisciculturas de China, Indonesia, Israel y Europa en general.
Además, forman parte de la representación identitaria del club de deportes electrónicos español KOI.

## Características y mantenimiento

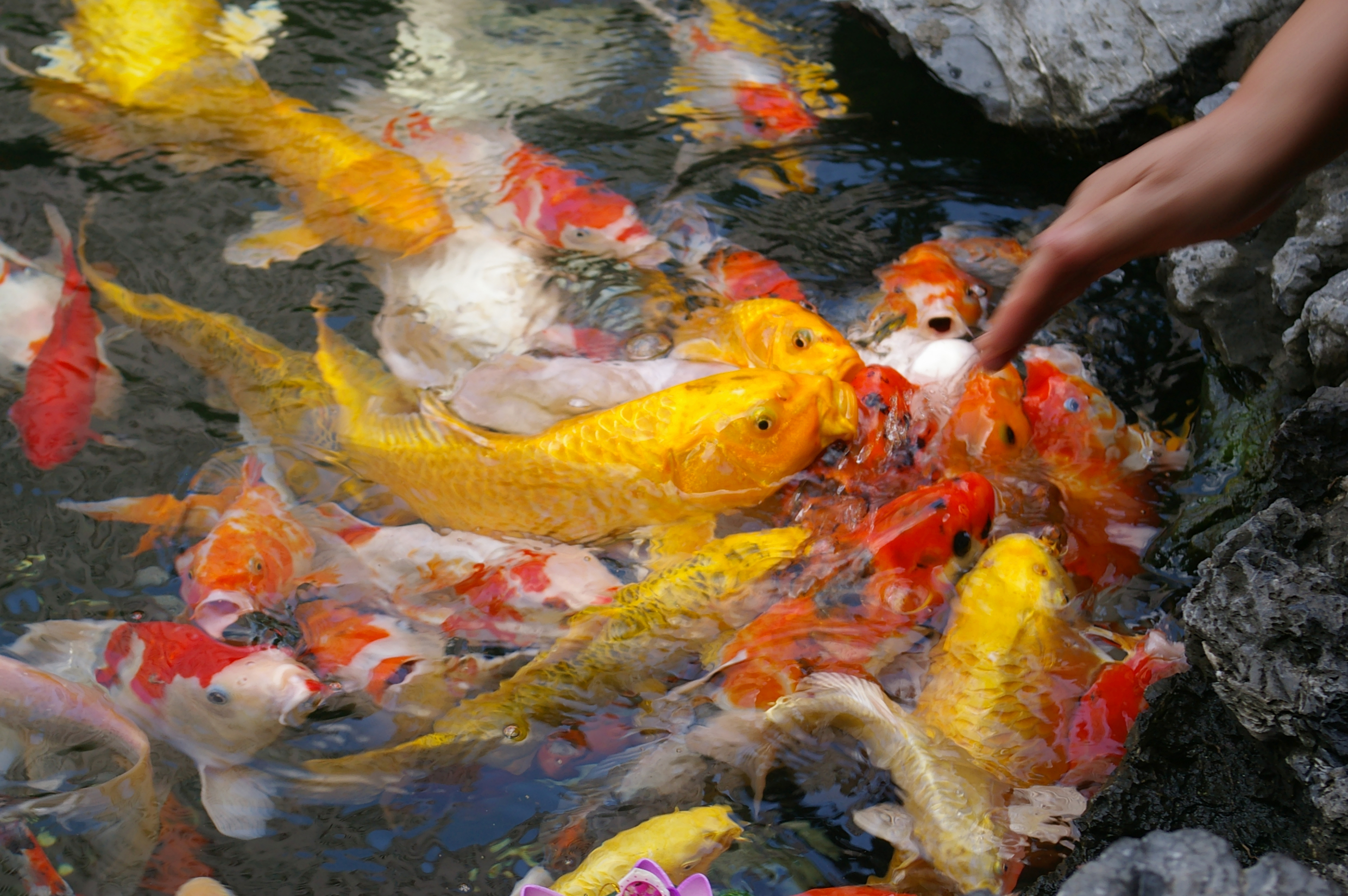
Carpas koi pidiendo alimento a los visitantes de un parque público.

Sus brillantes y variados colores, sumado a su gran tamaño, mansedumbre y a la posibilidad que tienen los niños de ver peces que parcialmente “salen del agua” para tomar alimento de sus manos, torna a las carpas koi en una de las tradicionales atracciones de los jardines zoológicos y jardines japoneses de todo el mundo.
Las carpas koi pueden llegar excepcionalmente a tamaños de hasta 120 cm y pesos de hasta 40 kilogramos; logran vivir frecuentemente entre 20 y 50 años, inclusive se señala un ejemplar de Japón con el récord de longevidad: 226 años. Normalmente, a los 4 o 5 años alcanzan una longitud de 50 a 60 cm, lo que lo torna un pez exclusivamente de estanque. Su crecimiento es rápido, siendo su dieta amplia dentro de un régimen omnívoro. Tolera bien su mantenimiento en densidades elevadas, acompañado por sus pacíficos hábitos intraespecíficos, aunque puede alimentarse de ejemplares pequeños de peces, incluidos sus propios juveniles. Se adapta a un amplio abanico de condiciones de aguas, tanto respecto al pH, como a la conductividad y a la temperatura, pues soporta desde los 2 hasta cerca de los 35 °C, aunque se encuentra más a gusto en un rango de entre 15 y 25 °C. Cuando la temperatura disminuye de 10 °C comienza a ralentizarse su sistema inmune.

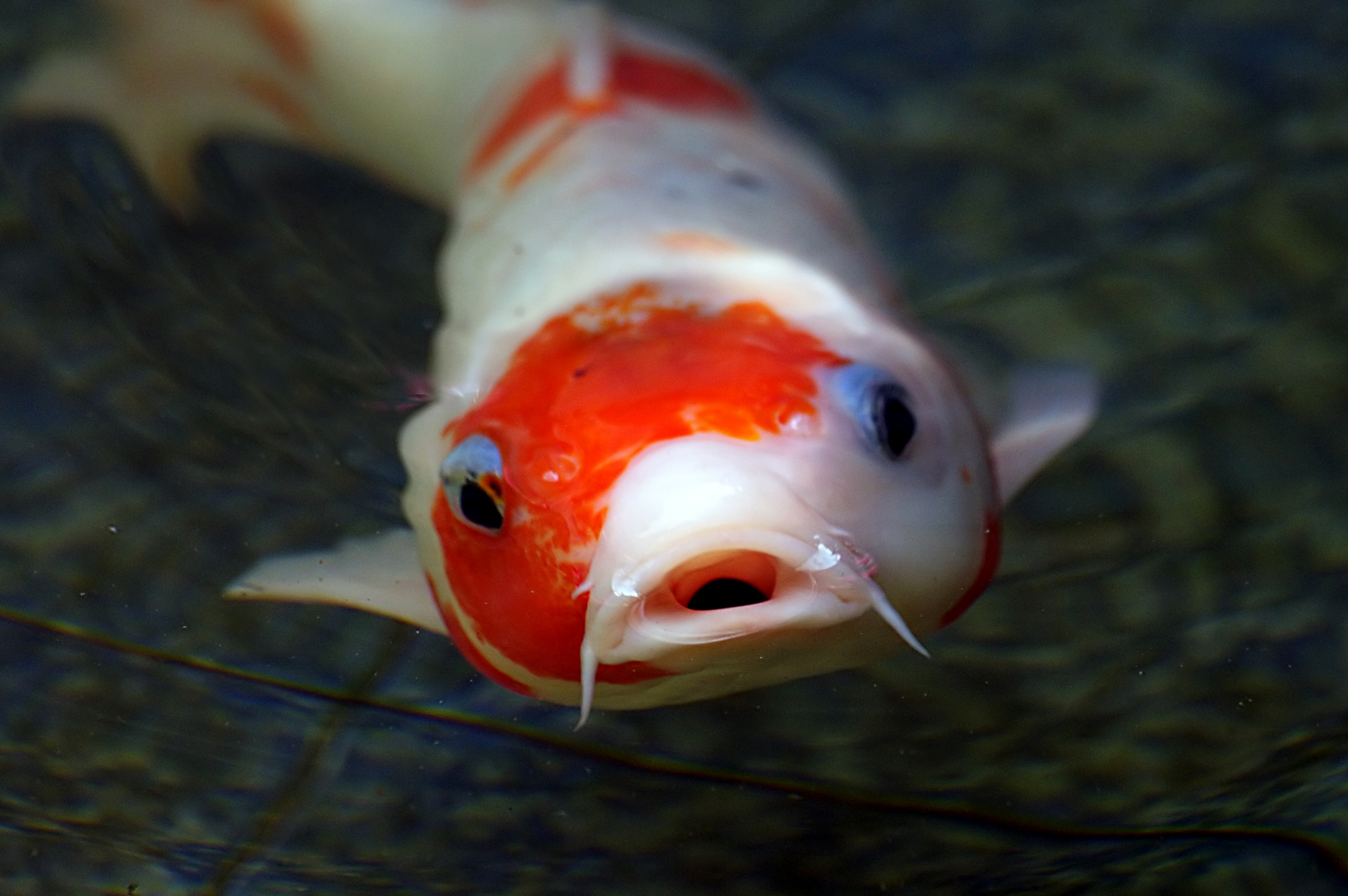
Las barbillas que presenta en el borde de su boca permiten distinguir fácilmente a las carpas koi de los carpines dorados.

En algunos países el mantenimiento de carpas koi es rigurosamente controlado, como en Estados Unidos, o directamente prohibido, como en Australia, por temor a que, si escapan al medio silvestre, en algunas generaciones puedan revertir su coloración al fenotipo primitivo y comportarse exitosamente como una especie invasiva. Como esto afecta al rubro económico que representa su producción, ha llevado a una disputa entre los productores españoles de carpas koi y los representantes del estado para evitar que sean incluidas en el Catálogo de Especies Exóticas Invasoras de España.

### Enfermedades
Pueden contraer diferentes enfermedades y parasitosis, por ejemplo, viruela de la carpa, diversos herpesvirus, entre los que destaca el temible herpesvirus del koi, también la viremia primaveral norteamericana del virus de la carpa o el virus del edema de la carpa/enfermedad del sueño del koi.

### Reproducción

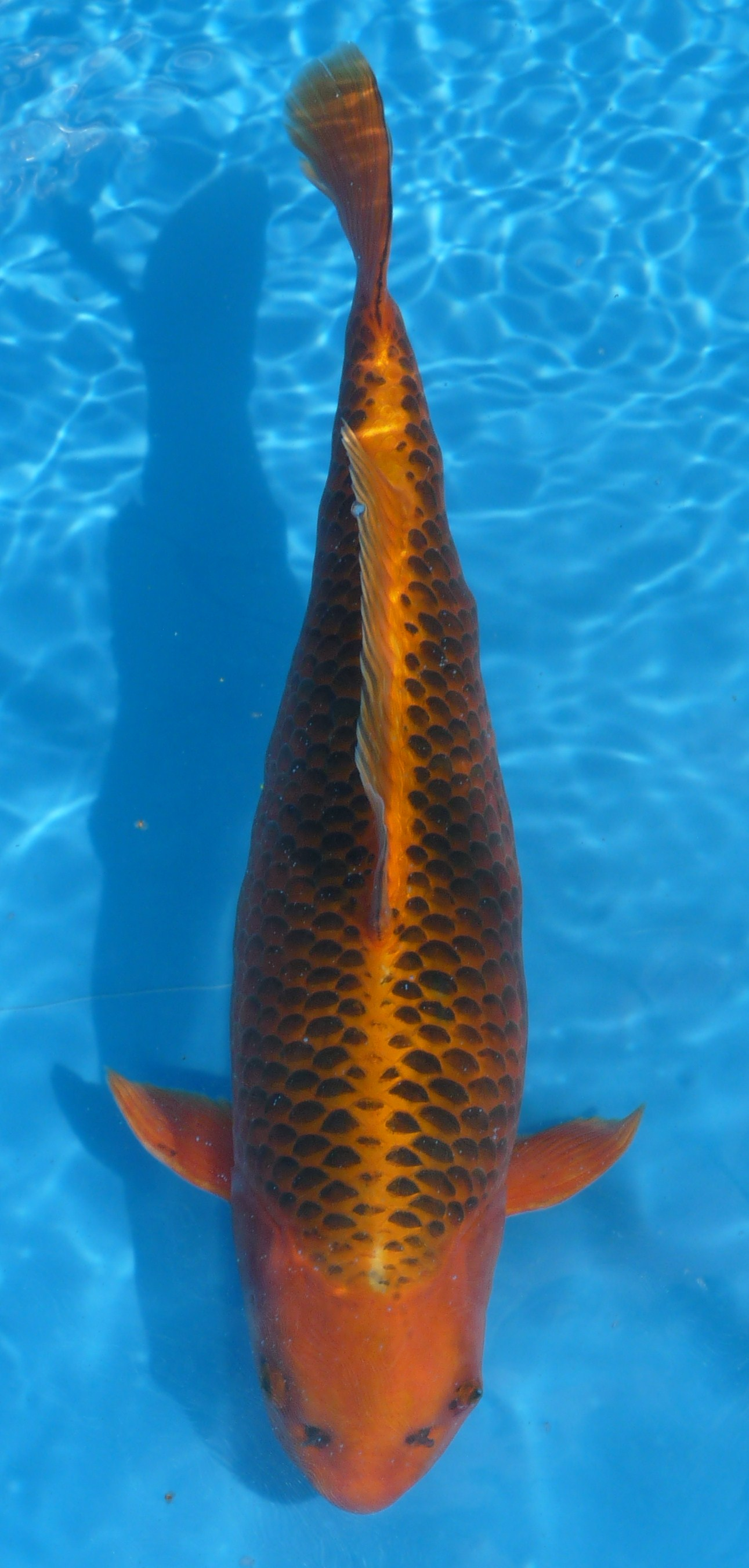
Akamatsuba.

Los koi alcanzan la madurez sexual al llegar a los 3 o 4 años, que es cuando alcanzan una longitud de entre 20 y 30 cm. La hembra posee formas más redondeadas en el abdomen y las aletas pectorales, las que además suelen ser más pequeñas. Los machos presentan en la temporada reproductiva minúsculos tubérculos en la parte exterior de las agallas y en las aletas pectorales. Luego de la temporada fría, cuando en la primavera el agua supera los 25 °C, la hembra adhiere los pegajosos huevos a las plantas acuáticas, los que prontamente el macho procede a fecundar. Los alevines nacen pasados los 3 días, dependiendo de la temperatura. La reproducción artificial mediante inducción hormonal se ha probado como la más eficaz para criaderos comerciales.

## Variedades

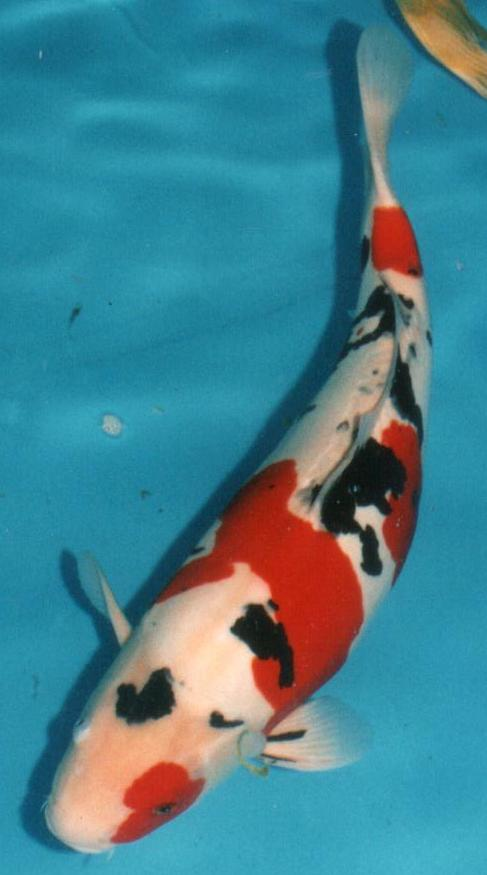
Doitsu-Sanke.

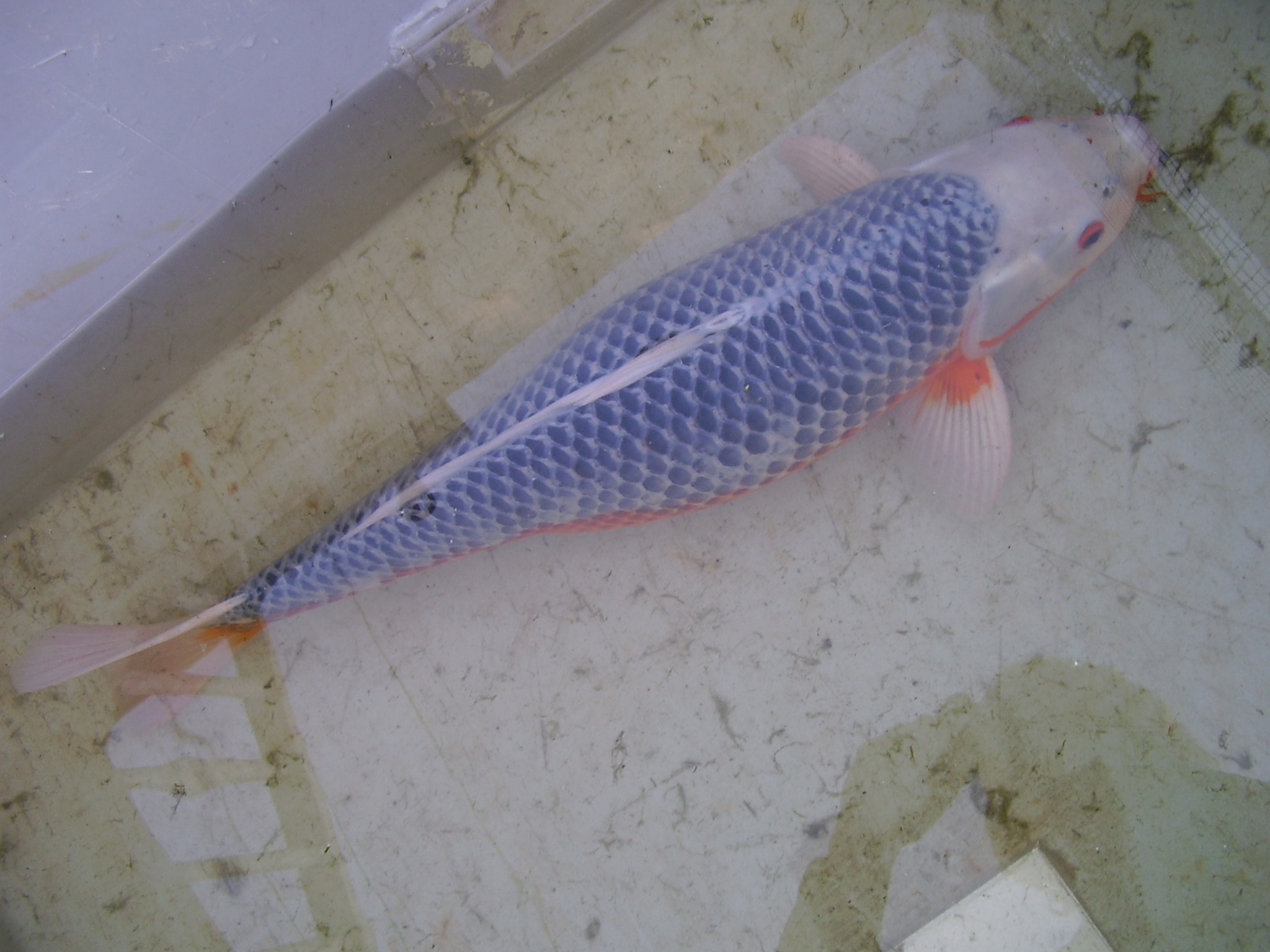
Asagi.

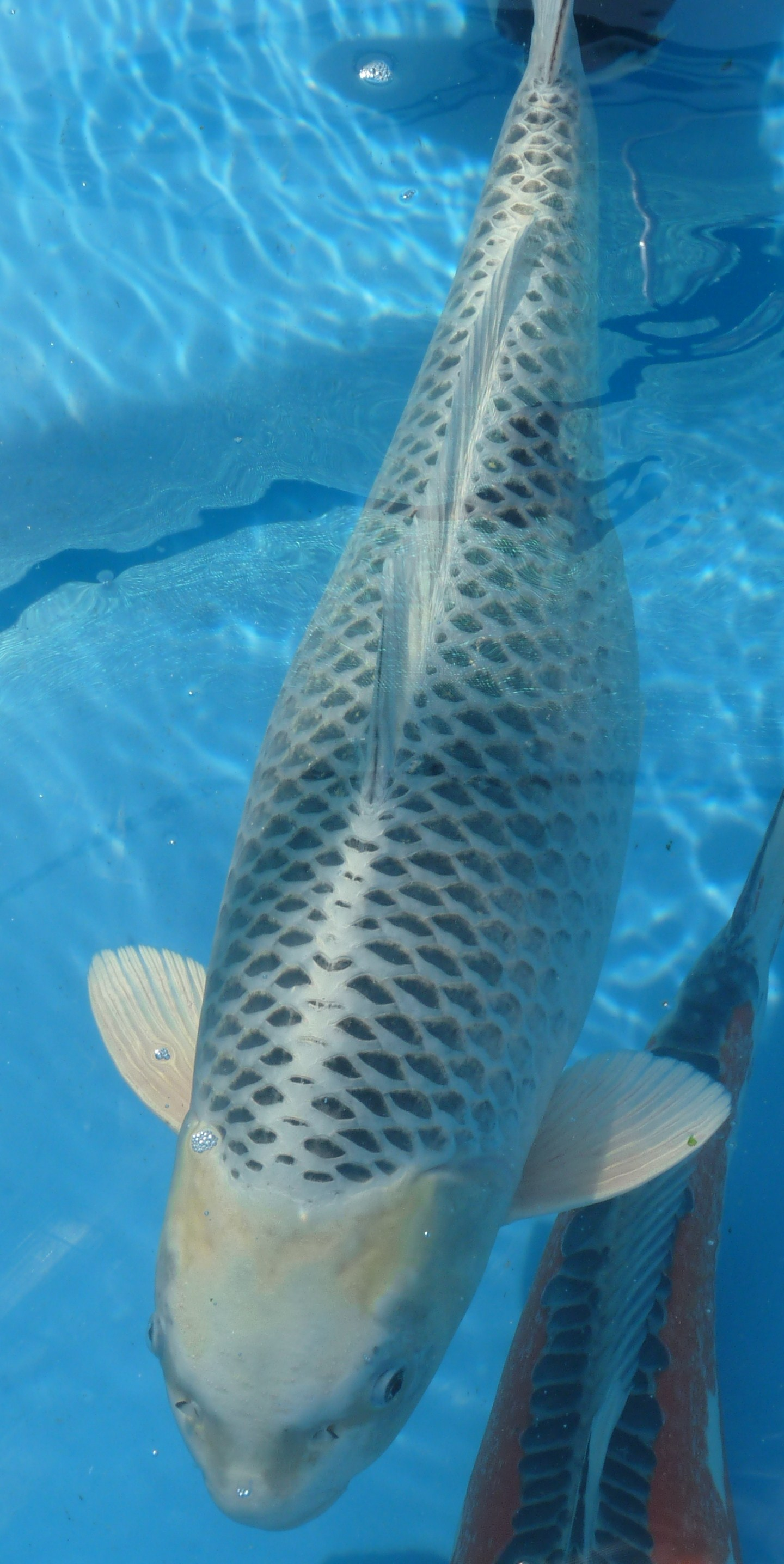
Ginmatsuba.

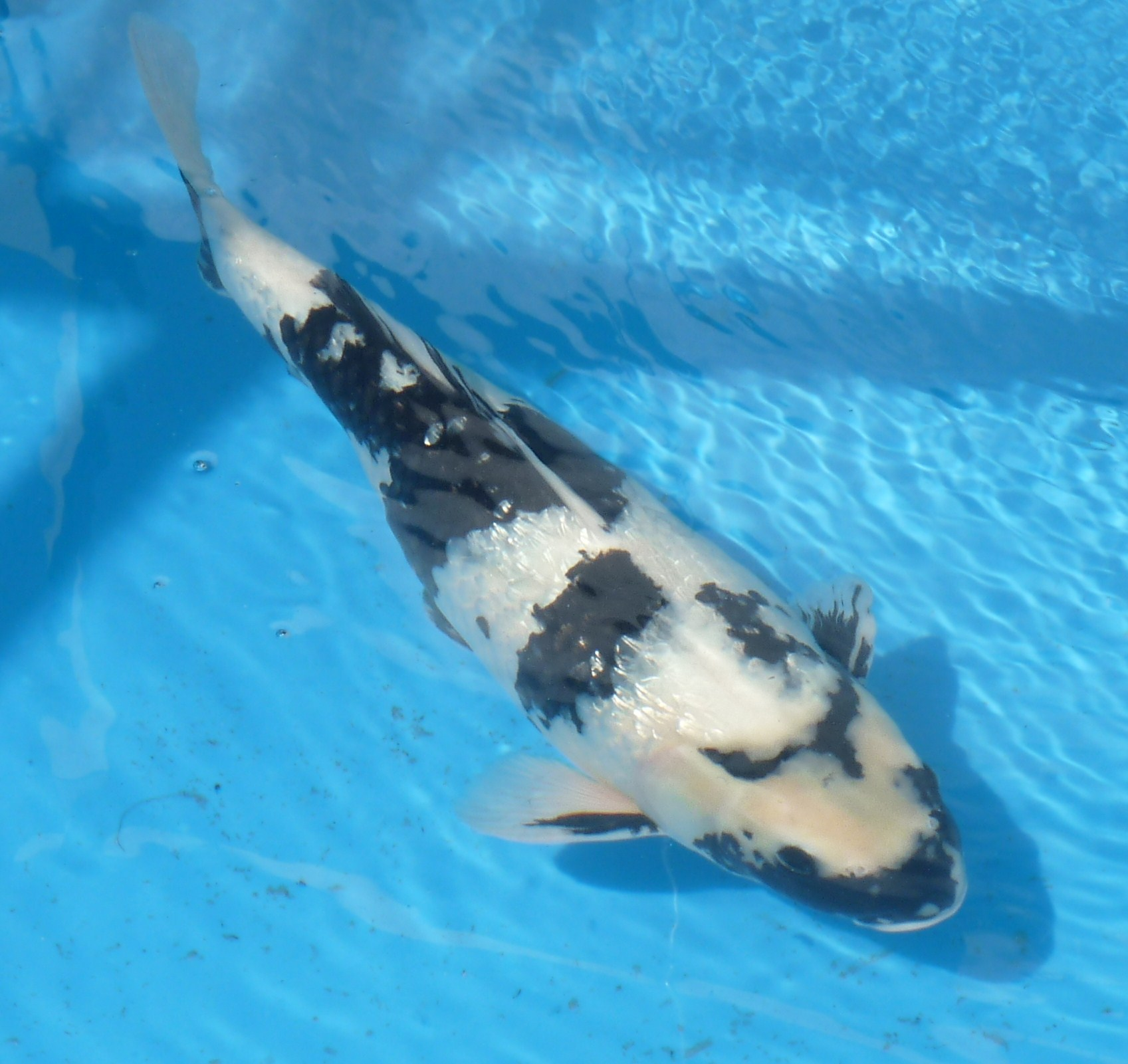
Ginrinshiroutsuri.

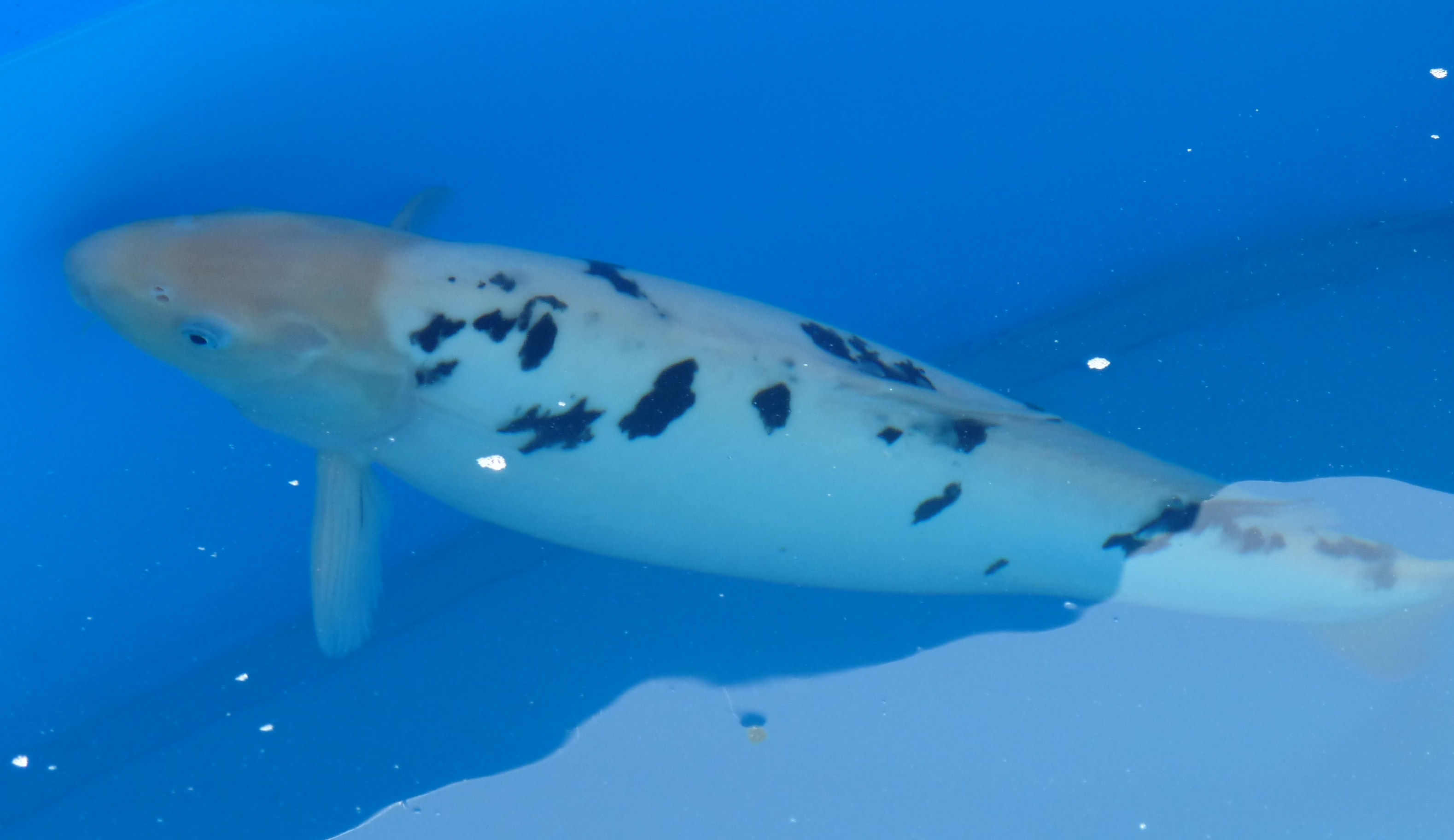
Doitsu-Bekko.

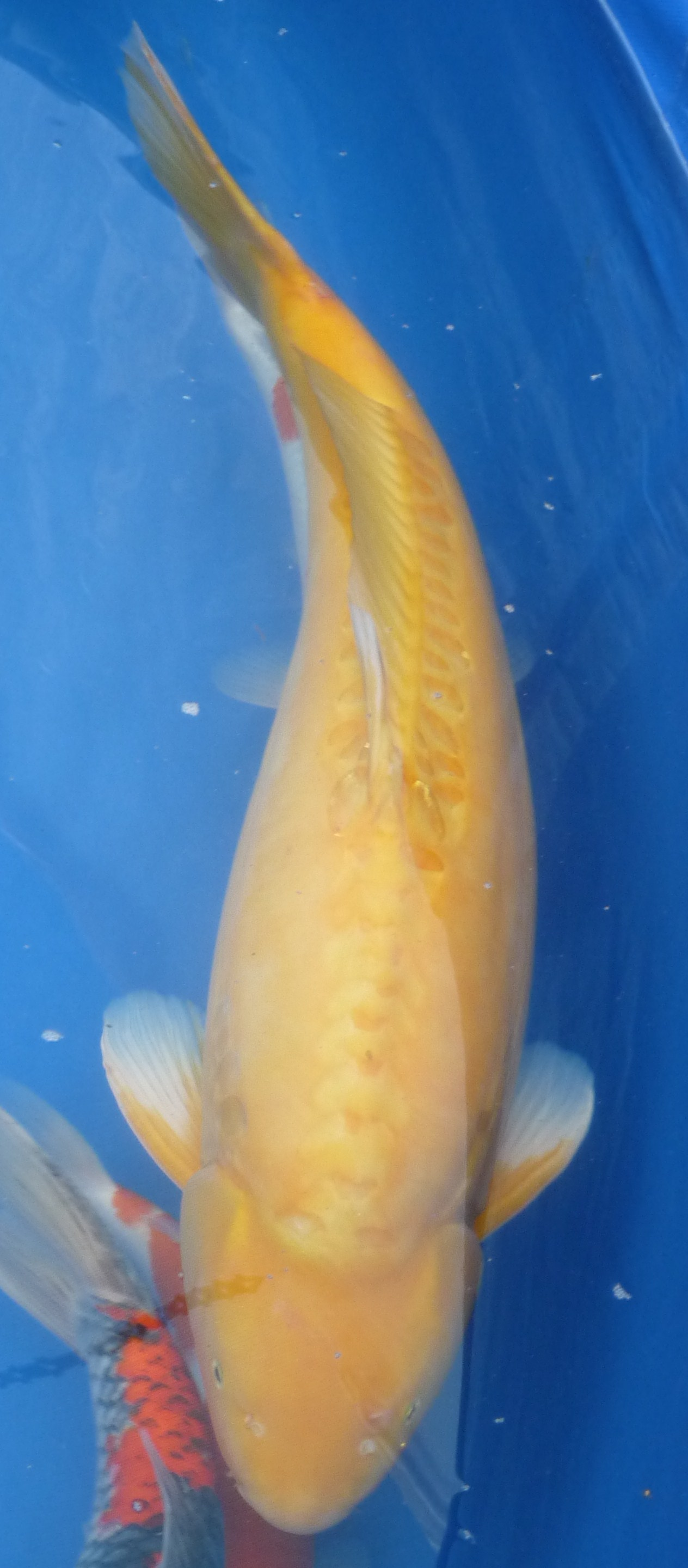
Doitsu-Karashigoi.

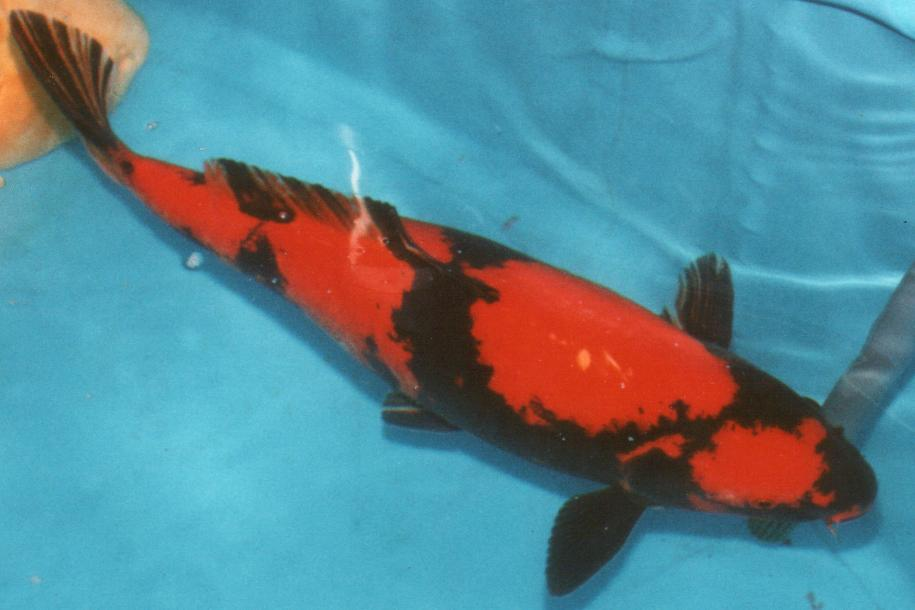
Hi-Utsuri.

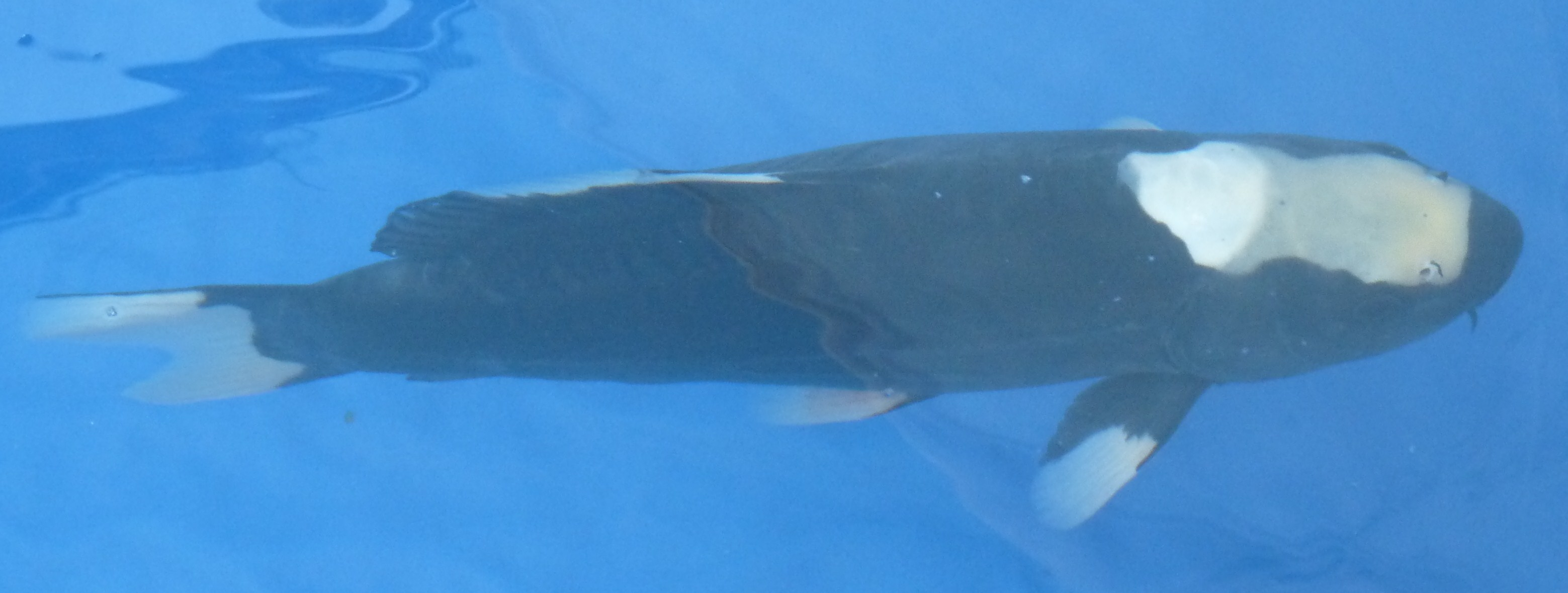
Hagashiro.

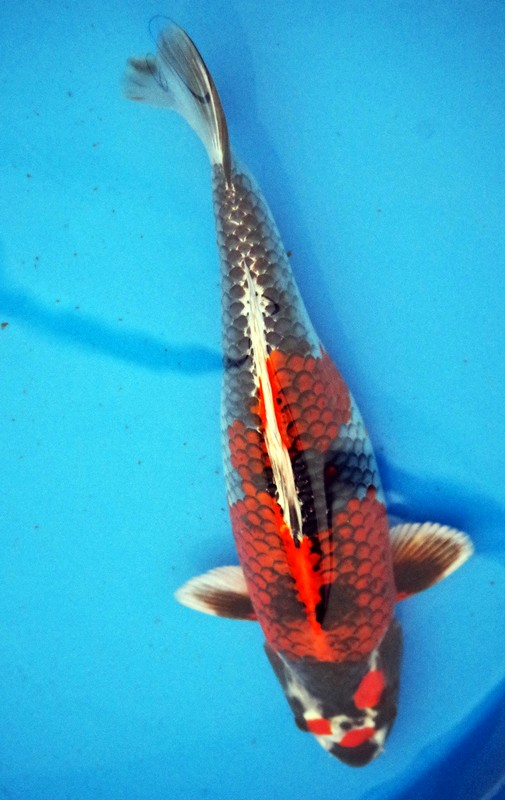
Goshiki-Kujaku.

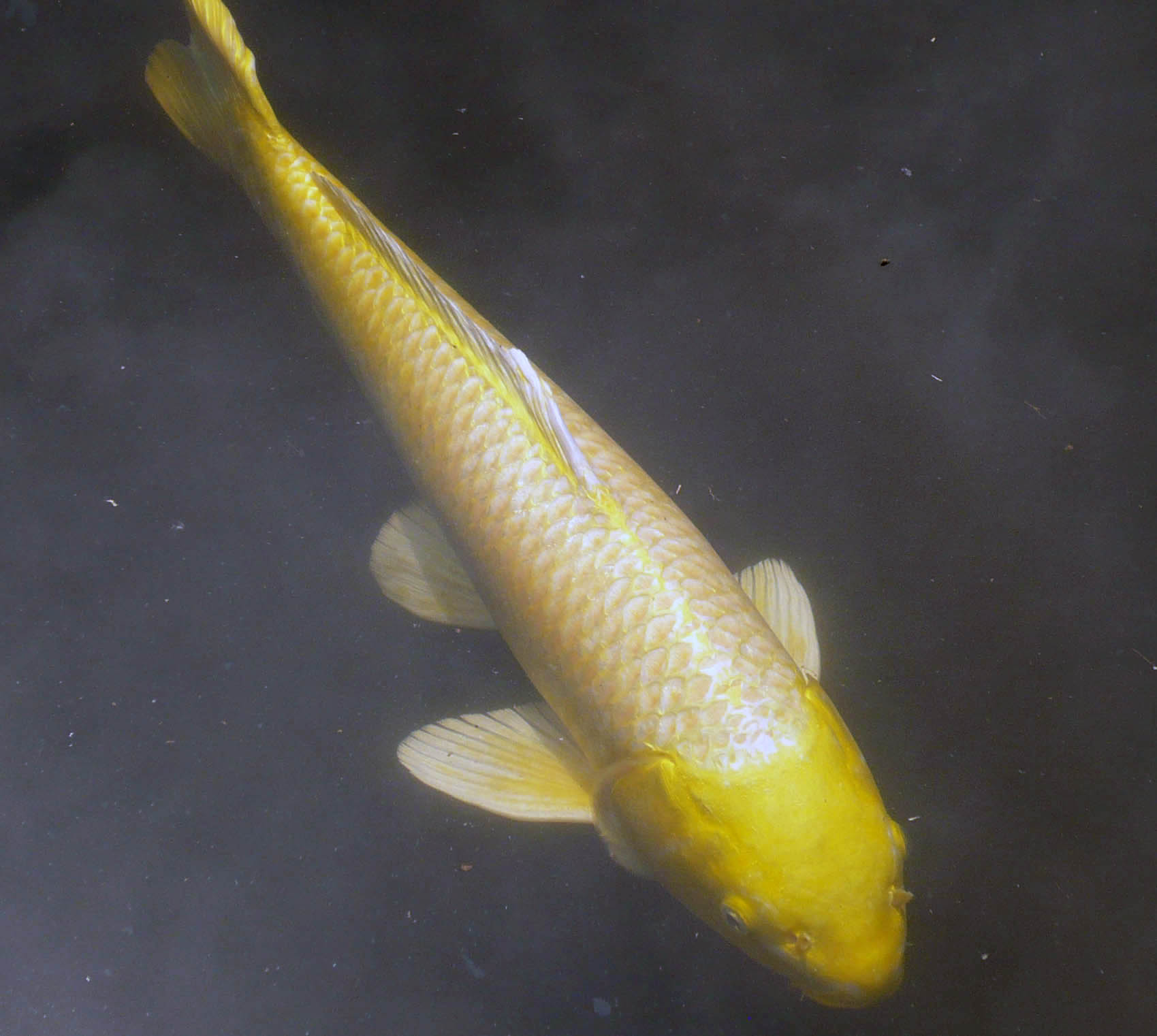
Goufou.

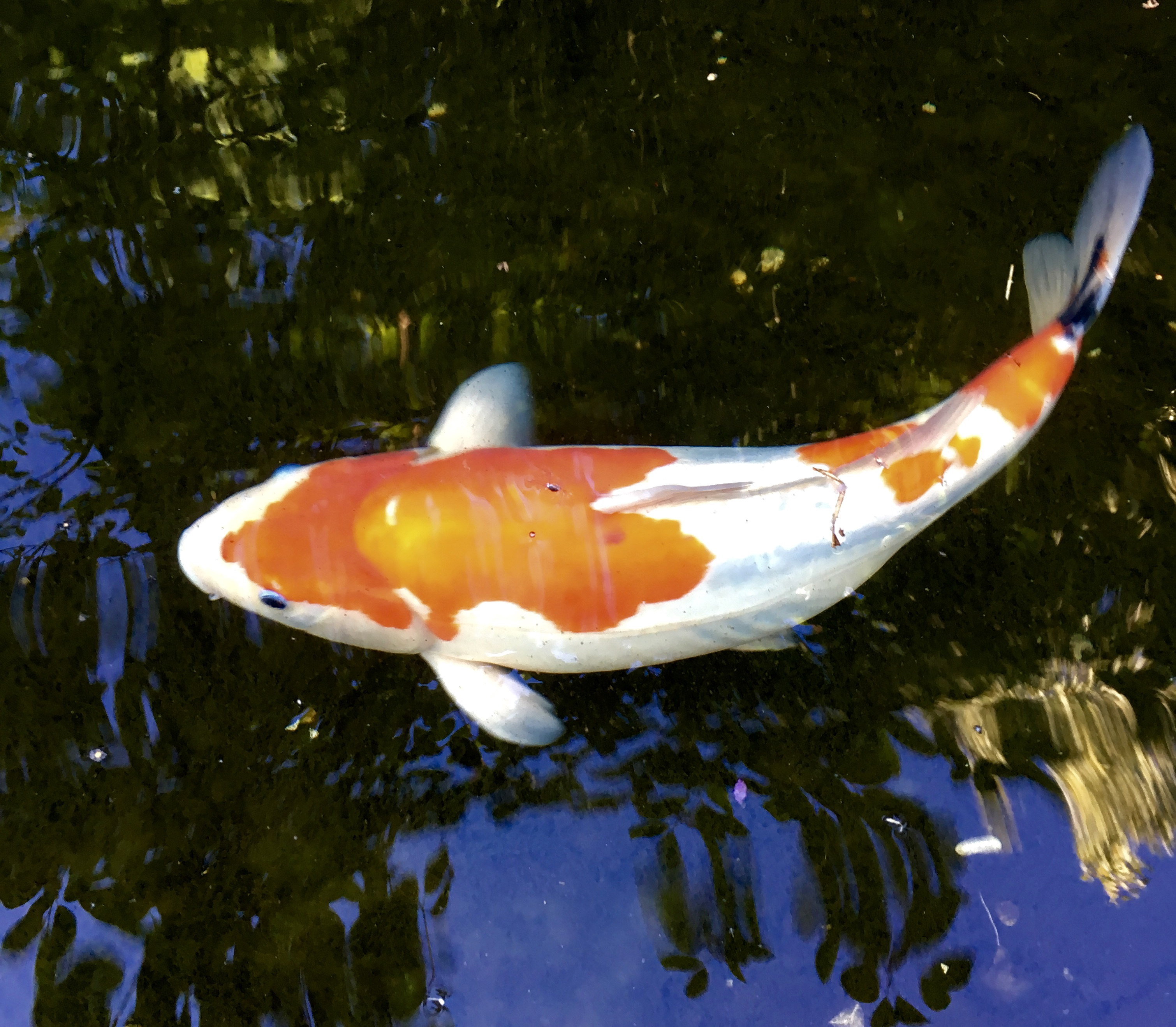
Kohaku.

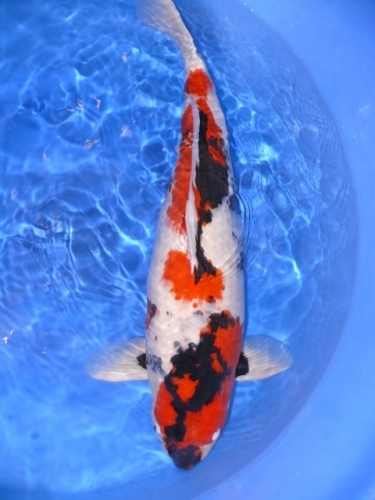
Showa.

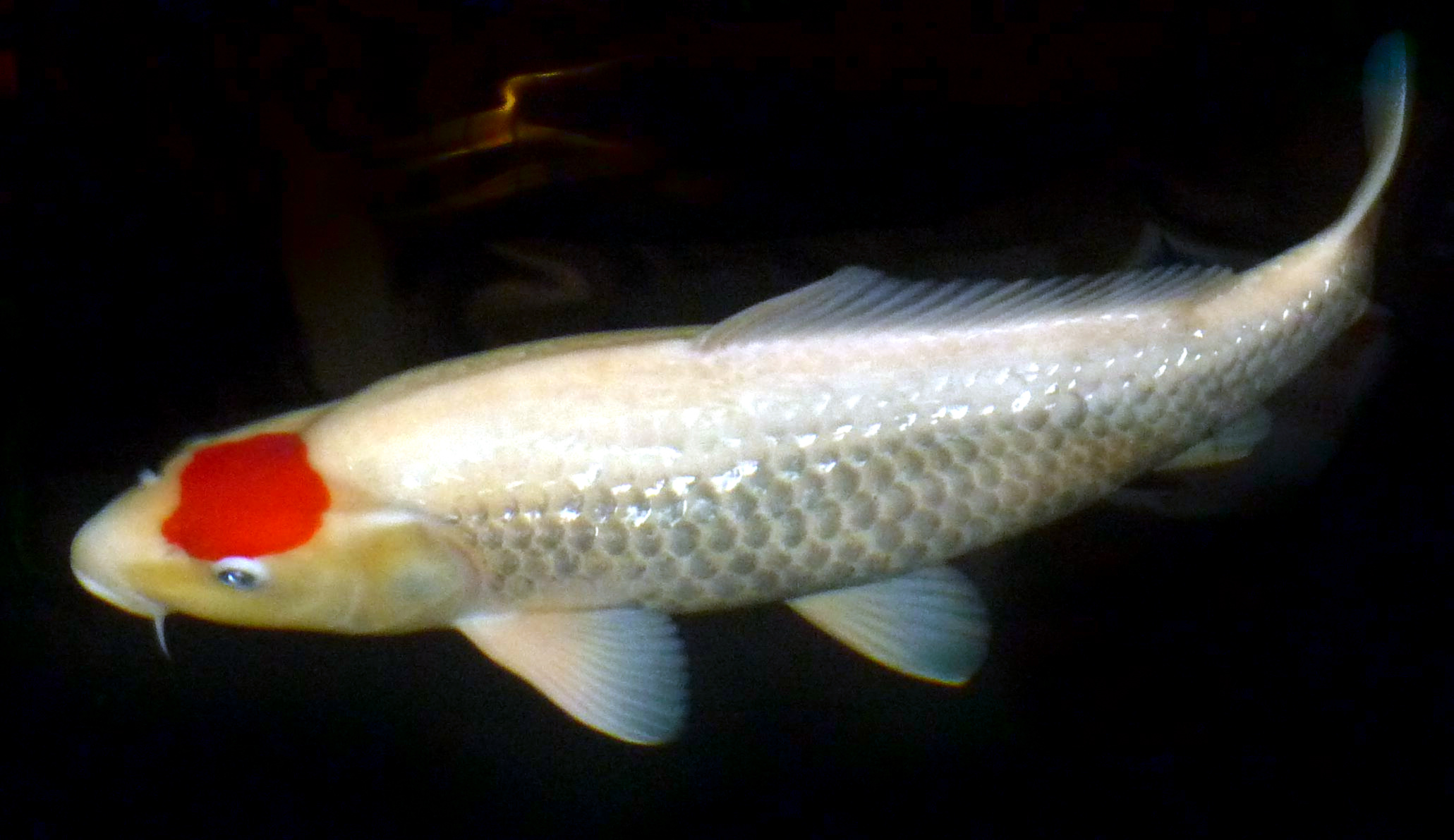
Tancho.

Al ser un pez de estanque, la carpa koi es observada desde arriba, por lo que en su selección se priorizó la coloración dorsal, aspecto divergente respecto a la selección operada sobre el carpín dorado, ya que el pequeño tamaño de este lo hace ideal como pez de acuario, con observación fundamentalmente lateral, por lo cual el desarrollo de las aletas tuvo un rol protagónico. Ambas especies son separables por poseer el koi una barba o bigote a cada lado de su boca, característica de la cual carece el carpín dorado.
El koi posee 13 variedades básicas definidas oficialmente, habiéndose producido gran cantidad de variantes y cruzas partiendo de ellas. Entre las variedades de carpa koi se encuentran las siguientes.
- Kōhaku - posee manchas rojas en su parte trasera, sobre base blanca
- Ginrin-Kōhaku - como el Kōhaku, pero con brillantes escamas de diamante en todo su cuerpo
- Doitsu-Kōhaku - como el Kōhaku pero son escamas en su cuerpo
- Ochibashigure - posee manchas rojizas sobre base blanca
- Hariwake - posee manchas naranjas o rojas sobre base plateada
- Kujyaku - posee reticulado negro que solapa a manchas rojas y a la base blanca
- Sanke o Taisho-Sanshoku - posee manchas rojas y negras sobre base blanca
- Showa - posee manchas rojas y blancas sobre base negra
- Kin-Showa - posee manchas rojas y blancas sobre base negra
- Utsurimono - es como el Showa, pero metálico
- Shiro Utsuri - posee manchas blancas sobre base negra
- Ki-Utsuri - posee manchas amarillas sobre base negra
- Bekko - posee manchas negras sobre base blanca, roja o amarilla
- Hi-Utsuri - posee manchas negras sobre base roja
- Shusui - posee escamas solo en la parte superior del cuerpo, careciendo el resto de las mismas
- Asagi - posee dorso azul índigo, con escamas reticuladas, cabeza blanca y partes rojizas
- Goromo - posee reticulado negro dentro de manchas rojas, sobre base blanca
- Goshiki - posee manchas rojas sin reticulado negro que sí se presenta sobre la base blanca
- Yamato-Nishiki – como un Sanke pero metálico
- Heisei-Nishiki – como un Sanke pero sin escamas
- Koromo - posee segmentos de escamas azules
- Kawarimono - posee tipo misceláneo, con negro, amarillo, rojizo y verde
- Ogon – posee un único color sólido metálico, en rojo, naranja, amarillo, crema o plateado
- Platinum – posee un único color plateado
- Chagoi – posee un único color marrón-amarillento
- Kigoi – posee solo color amarillo, no metálico
- Orenji Ogon – posee solo color naranja metálico
- Kumonryu – posee parte de color negro con cabeza y dorso blanco
- Kikokuryu – Similar al Kumonryu, pero metálico
- Kin-Kikokuryu – dominante naranja con sectores blancos (cruza de Kin-Showa con Kimonryu)
- Shiro-Utsuri – posee manchas negras sobre base blanca
- Bekko – posee típicas manchas negras sobre base blanca
- Aka-Bekko – posee típicas manchas rojas sobre base blanca
- Aka-Matsuba – posee reticulado negro sobre base roja
- Gin-Matsuba – posee reticulado negro sobre base blanca
- Kujaku – posee color naranja metálico y negro
- Ai-Goromo - posee manchas rojas y reticulación azul o negra, sobre base blanca
- Hikari-Moyomono - posee patrones coloridos sobre base metálica
- Gin-Rin - posee una fina capa, encima de los pigmentos de las escamas lo que aumenta su calidad reflexiva y brillante
- Hikari-Utsurimono - resultante del cruzamiento de Ogon con Utsuri
- Kin-Guinrin - posee escamas brillantes dorado-plateadas
- Tancho - posee un solitario círculo rojo en su frente, siendo unicolor el resto
- Midori-Goi - posee solo color verde (muy recesivo, la mayoría se vuelven negros al crecer).